# Polgármester-választások Körösnagyharsányban
1990 és 2019 között nyolc rendes és egy időközi polgármester-választást  tartottak Körösnagyharsányban.
A kilenc választás során négy polgármester nyerte el a választók többségének bizalmát. 2019 ősze óta Győri Zoltán a Békés megyei község első embere. Korábban két hosszabb időszakban, összesen közel húsz évig, Máté Pál állt a település élén.
Mindig több jelölt állt rajtvonalhoz, a részvételi hajlandóság többnyire 70-80% körül volt.
A választásokon mindig indult olyan jelölt, aki valamelyik országos párt színeiben állt rajtvonalhoz.

## Háttér
A félezer fős község Békés megye északkeleti csücskében, a Sebes-Körös mellett található. Északról Hajdú-Bihar megyével, keletről Romániával határos.
A XX. század első felében Bihar vármegye része volt, ezen belül a Cséffai járáshoz tartozott. A trianoni békeszerződés óta a község keleti szélén húzódik a román-magyar államhatár. 1950-ben az egész járással együtt Békés megyéhez csatolták. A megyén belül előbb a Sarkadi, majd a Szeghalmi járás része lett. 1994 és 2014 között a Sarkadi kistérség tagja volt, 2013-tól pedig ismét az újra létrehozott Sarkadi járáshoz tartozik.
A nyolcvanas években Szivák Gáborné volt a község tanácselnöke.

### Alapadatok
| Év   | Év   | Jelöltek | Részvétel |
| ---- | ---- | -------- | --------- |
| 1990 | 1990 | 5        | ?         |
| 1994 | 1994 | 4        | 50%       |
| 1998 | 1998 | 3        | 75%       |
| 2002 | 2002 | 3        | 75%       |
| 2006 | 2006 | 2        | 78%       |
|      | 2008 | 2        | 82%       |
| 2010 | 2010 | 2        | 85%       |
| 2014 | 2014 | 3        | 81%       |
| 2019 | 2019 | 3        | 69%       |

A település lakóinak a száma 600 és 800 körül mozgott a rendszerváltás utáni negyedszázadban és választásról választásra csökkent. A község lélekszámából fakadóan a képviselő-testület létszáma előbb 7 fős volt, majd a 2010-es önkormányzati reformot követően 4 fős lett.
Többnyire a hivatalban lévő vezető is megmérettette magát és mindig legalább két jelölt indult a polgármester-választásokon.
2008-ban időközi polgármester-választásra került sor.
Az önkormányzati választásokon jellemzően magas volt a részvétel. A legalacsonyabb 1994-ben volt a választói kedv (50%), a legmagasabb pedig 2010-ben (85%). (Az 1990-es választásokról nem állnak rendelkezésre részletes adatok.)
| Alapadatok (1990-2019) | Alapadatok (1990-2019) | Alapadatok (1990-2019) | Alapadatok (1990-2019) | Alapadatok (1990-2019) | Alapadatok (1990-2019) | Alapadatok (1990-2019) | Alapadatok (1990-2019) |
| Év                     | Év                     | Nap                    | Lakók                  | Lakók                  | Választó- jogosult     | Szavazó                | Részvétel              |
| Év                     | Év                     | Nap                    | száma                  | +/–                    | Választó- jogosult     | Szavazó                | Részvétel              |
| ---------------------- | ---------------------- | ---------------------- | ---------------------- | ---------------------- | ---------------------- | ---------------------- | ---------------------- |
| 1990                   | 1990                   | szept.30.              | 849                    | (nincs adat)           | (nincs adat)           | (nincs adat)           | (nincs adat)           |
| 1994                   | 1994                   | dec.11.                | 789                    | −60                    | 617                    | 309                    | 50,1%                  |
| 1998                   | 1998                   | okt.18.                | 779                    | −10                    | 621                    | 467                    | 75,2%                  |
| 2002                   | 2002                   | okt.20.                | 754                    | −25                    | 592                    | 443                    | 74,8%                  |
| 2006                   | 2006                   | okt.1.                 | 705                    | −49                    | 564                    | 440                    | 78,0%                  |
|                        | 2008                   | ápr.6.                 | (nincs adat)           | (nincs adat)           | 545                    | 448                    | 82,2%                  |
| 2010                   | 2010                   | okt.3.                 | 664                    | −41                    | 542                    | 458                    | 84,5%                  |
| 2014                   | 2014                   | okt.12.                | 648                    | −16                    | 555                    | 448                    | 80,7%                  |
| 2019                   | 2019                   | okt.13.                | 595                    | −53                    | 497                    | 341                    | 68,6%                  |

## Választások
| \| 1990 \| |                                               |          |                 |
| Jelölt     | Jelölt                                        | Szavazat | Szavazat        |
|            | Máté József –                                 | n.a.     | n.a.            |
|            | Antos Béla –                                  |          |                 |
|            | Huszár Sándorné –                             |          |                 |
|            | ifj. Máté Pál MDF                             |          |                 |
|            | Pásztor Ervin FKGP                            |          |                 |
|            | {{{jelölt6}}} –                               |          | {{{százalék6}}} |
|            | {{{jelölt7}}} –                               |          | {{{százalék7}}} |
|            | {{{jelölt8}}} –                               |          | {{{százalék8}}} |
|            | {{{jelölt9}}} –                               |          | {{{százalék9}}} |
|            | a részletes eredményekről nincs elérhető adat |          |                 |
|            |                                               |          |                 |
| 1990       |                                               |          |                 |

| \| 1994 \| \| Részvétel: 50% \| |                   |                |                 |
| Jelölt                          | Jelölt            | Szavazat       | Szavazat        |
|                                 | ifj. Máté Pál MDF | 139            | 46,2%           |
|                                 | Huszár Sándorné – | 81             | 26,9%           |
|                                 | Nagy Károly –     | 47             | 15,6%           |
|                                 | Geicz István –    | 34             | 11,3%           |
|                                 | {{{jelölt5}}} –   |                | {{{százalék5}}} |
|                                 | {{{jelölt6}}} –   |                | {{{százalék6}}} |
|                                 | {{{jelölt7}}} –   |                | {{{százalék7}}} |
|                                 | {{{jelölt8}}} –   |                | {{{százalék8}}} |
|                                 | {{{jelölt9}}} –   |                | {{{százalék9}}} |
|                                 |                   |                |                 |
|                                 |                   |                |                 |
| 1994                            |                   | Részvétel: 50% |                 |

| \| 1998 \| \| Részvétel: 75% \| |                        |                |                 |
| Jelölt                          | Jelölt                 | Szavazat       | Szavazat        |
|                                 | ifj. Máté Pál MDF-FKGP | 263            | 57,0%           |
|                                 | Czegle Zoltán –        | 190            | 41,2%           |
|                                 | Geicz István –         | 8              | 1,7%            |
|                                 | {{{jelölt4}}} –        |                | {{{százalék4}}} |
|                                 | {{{jelölt5}}} –        |                | {{{százalék5}}} |
|                                 | {{{jelölt6}}} –        |                | {{{százalék6}}} |
|                                 | {{{jelölt7}}} –        |                | {{{százalék7}}} |
|                                 | {{{jelölt8}}} –        |                | {{{százalék8}}} |
|                                 | {{{jelölt9}}} –        |                | {{{százalék9}}} |
|                                 |                        |                |                 |
|                                 |                        |                |                 |
| 1998                            |                        | Részvétel: 75% |                 |

| \| 2002 \| \| Részvétel: 75% \| |                                  |                |                 |
| Jelölt                          | Jelölt                           | Szavazat       | Szavazat        |
|                                 | Makra Tibor MSZP                 | 175            | 40,0%           |
|                                 | Máté Pál Fidesz-MDF              | 159            | 36,3%           |
|                                 | Huszár Sándorné Karádi Valéria – | 104            | 23,7%           |
|                                 | {{{jelölt4}}} –                  |                | {{{százalék4}}} |
|                                 | {{{jelölt5}}} –                  |                | {{{százalék5}}} |
|                                 | {{{jelölt6}}} –                  |                | {{{százalék6}}} |
|                                 | {{{jelölt7}}} –                  |                | {{{százalék7}}} |
|                                 | {{{jelölt8}}} –                  |                | {{{százalék8}}} |
|                                 | {{{jelölt9}}} –                  |                | {{{százalék9}}} |
|                                 |                                  |                |                 |
|                                 |                                  |                |                 |
| 2002                            |                                  | Részvétel: 75% |                 |

| \| 2006 \| \| Részvétel: 78% \| |                 |                |                 |
| Jelölt                          | Jelölt          | Szavazat       | Szavazat        |
|                                 | Makra Tibor –   | 244            | 55,8%           |
|                                 | Máté Pál Fidesz | 193            | 44,2%           |
|                                 | {{{jelölt3}}} – |                | {{{százalék3}}} |
|                                 | {{{jelölt4}}} – |                | {{{százalék4}}} |
|                                 | {{{jelölt5}}} – |                | {{{százalék5}}} |
|                                 | {{{jelölt6}}} – |                | {{{százalék6}}} |
|                                 | {{{jelölt7}}} – |                | {{{százalék7}}} |
|                                 | {{{jelölt8}}} – |                | {{{százalék8}}} |
|                                 | {{{jelölt9}}} – |                | {{{százalék9}}} |
|                                 |                 |                |                 |
|                                 |                 |                |                 |
| 2006                            |                 | Részvétel: 78% |                 |

| \| 2008 \| Időközi választás \| Részvétel: 82% \| |                     |                |                 |
| Jelölt                                            | Jelölt              | Szavazat       | Szavazat        |
|                                                   | Máté Pál Fidesz-KHE | 243            | 54,4%           |
|                                                   | Makra Tibor –       | 204            | 45,6%           |
|                                                   | {{{jelölt3}}} –     |                | {{{százalék3}}} |
|                                                   | {{{jelölt4}}} –     |                | {{{százalék4}}} |
|                                                   | {{{jelölt5}}} –     |                | {{{százalék5}}} |
|                                                   | {{{jelölt6}}} –     |                | {{{százalék6}}} |
|                                                   | {{{jelölt7}}} –     |                | {{{százalék7}}} |
|                                                   | {{{jelölt8}}} –     |                | {{{százalék8}}} |
|                                                   | {{{jelölt9}}} –     |                | {{{százalék9}}} |
|                                                   |                     |                |                 |
|                                                   |                     |                |                 |
| 2008                                              | Időközi választás   | Részvétel: 82% |                 |

| \| 2010 \| \| Részvétel: 85% \| |                      |                |                 |
| Jelölt                          | Jelölt               | Szavazat       | Szavazat        |
|                                 | Máté Pál Fidesz-KDNP | 330            | 73,0%           |
|                                 | Makra Tibor –        | 122            | 27,0%           |
|                                 | {{{jelölt3}}} –      |                | {{{százalék3}}} |
|                                 | {{{jelölt4}}} –      |                | {{{százalék4}}} |
|                                 | {{{jelölt5}}} –      |                | {{{százalék5}}} |
|                                 | {{{jelölt6}}} –      |                | {{{százalék6}}} |
|                                 | {{{jelölt7}}} –      |                | {{{százalék7}}} |
|                                 | {{{jelölt8}}} –      |                | {{{százalék8}}} |
|                                 | {{{jelölt9}}} –      |                | {{{százalék9}}} |
|                                 |                      |                |                 |
|                                 |                      |                |                 |
| 2010                            |                      | Részvétel: 85% |                 |

| \| 2014 \| \| Részvétel: 81% \| |                                  |                |                 |
| Jelölt                          | Jelölt                           | Szavazat       | Szavazat        |
|                                 | Máté Pál Fidesz-KDNP             | 235            | 53,4%           |
|                                 | Győri Zoltán Imre –              | 197            | 44,8%           |
|                                 | Huszár Sándorné Karádi Valéria – | 8              | 1,8%            |
|                                 | {{{jelölt4}}} –                  |                | {{{százalék4}}} |
|                                 | {{{jelölt5}}} –                  |                | {{{százalék5}}} |
|                                 | {{{jelölt6}}} –                  |                | {{{százalék6}}} |
|                                 | {{{jelölt7}}} –                  |                | {{{százalék7}}} |
|                                 | {{{jelölt8}}} –                  |                | {{{százalék8}}} |
|                                 | {{{jelölt9}}} –                  |                | {{{százalék9}}} |
|                                 |                                  |                |                 |
|                                 |                                  |                |                 |
| 2014                            |                                  | Részvétel: 81% |                 |

| \| 2019 \| \| Részvétel: 69% \| |                                 |                |                 |
| Jelölt                          | Jelölt                          | Szavazat       | Szavazat        |
|                                 | Győri Zoltán –                  | 125            | 38,1%           |
|                                 | Sarkai Zoltán Zsolt Fidesz-KDNP | 107            | 32,6%           |
|                                 | Rácz Zsolt –                    | 96             | 29,3%           |
|                                 | {{{jelölt4}}} –                 |                | {{{százalék4}}} |
|                                 | {{{jelölt5}}} –                 |                | {{{százalék5}}} |
|                                 | {{{jelölt6}}} –                 |                | {{{százalék6}}} |
|                                 | {{{jelölt7}}} –                 |                | {{{százalék7}}} |
|                                 | {{{jelölt8}}} –                 |                | {{{százalék8}}} |
|                                 | {{{jelölt9}}} –                 |                | {{{százalék9}}} |
|                                 |                                 |                |                 |
|                                 |                                 |                |                 |
| 2019                            |                                 | Részvétel: 69% |                 |

| Áttekintő táblázat | Áttekintő táblázat | Áttekintő táblázat         | Áttekintő táblázat         | Áttekintő táblázat         | Áttekintő táblázat | Áttekintő táblázat | Áttekintő táblázat | Áttekintő táblázat |
| Év                 | Év                 | Megválasztott polgármester | Megválasztott polgármester | Megválasztott polgármester | Szavazat           | Szavazat           | Előny a 2. előtt   | Előny a 2. előtt   |
| Év                 | Év                 | név                        | szervezet                  | szervezet                  | db                 | érv.%              | db                 | %                  |
| ------------------ | ------------------ | -------------------------- | -------------------------- | -------------------------- | ------------------ | ------------------ | ------------------ | ------------------ |
| 1990               | 1990               | Máté József                |                            | –                          | (nincs adat)       | (nincs adat)       | (nincs adat)       | (nincs adat)       |
| 1994               | 1994               | Máté Pál                   |                            | MDF                        | 139                | 46,2%              | +58                | +19%               |
| 1998               | 1998               | Máté Pál                   |                            | MDF-FKGP                   | 263                | 57,0%              | +73                | +16%               |
| 2002               | 2002               | Makra Tibor                |                            | MSZP                       | 175                | 40,0%              | +16                | +4%                |
| 2006               | 2006               | Makra Tibor                |                            | –                          | 244                | 55,8%              | +51                | +12%               |
|                    | 2008               | Máté Pál                   |                            | Fidesz-KHE                 | 243                | 54,4%              | +39                | +9%                |
| 2010               | 2010               | Máté Pál                   |                            | Fidesz-KDNP                | 330                | 73,0%              | +218               | +46%               |
| 2014               | 2014               | Máté Pál                   |                            | Fidesz-KDNP                | 235                | 53,4%              | +38                | +9%                |
| 2019               | 2019               | Győri Zoltán               |                            | –                          | 125                | 38,1%              | +18                | +5%                |

| 1990 | 1990 | 5 | – | (nincs adat) | (nincs adat) | (nincs adat) |
| 1994 | 1994 | 4 | ✗ | 50%          | 301          | 2,6%         |
| 1998 | 1998 | 3 | ✓ | 75%          | 461          | 1,3%         |
| 2002 | 2002 | 3 | ✓ | 75%          | 438          | 1,1%         |
| 2006 | 2006 | 2 | ✓ | 78%          | 437          | 0,7%         |
|      | 2008 | 2 | ✓ | 82%          | 447          | 0,2%         |
| 2010 | 2010 | 2 | ✓ | 85%          | 452          | 1,3%         |
| 2014 | 2014 | 3 | ✓ | 81%          | 440          | 1,8%         |
| 2019 | 2019 | 3 | ✗ | 69%          | 328          | 3,8%         |

| Összehasonlító tábla (1994 óta) | Összehasonlító tábla (1994 óta) | Összehasonlító tábla (1994 óta) | Összehasonlító tábla (1994 óta) | Összehasonlító tábla (1994 óta) | Összehasonlító tábla (1994 óta) | Összehasonlító tábla (1994 óta) | Összehasonlító tábla (1994 óta) | Összehasonlító tábla (1994 óta) | Összehasonlító tábla (1994 óta) |
| Év                              | Év                              | Polgármester-jelölt             | Polgármester-jelölt             | Polgármester-jelölt             | #.                              | Szavazat                        | Szavazat                        | Szavazat                        | Szavazat                        |
| Év                              | Év                              | név                             | szervezet                       | szervezet                       | #.                              | db                              | jogosultak arányában            | szavazók arányában              | érvényes szavazatok arányában   |
| ------------------------------- | ------------------------------- | ------------------------------- | ------------------------------- | ------------------------------- | ------------------------------- | ------------------------------- | ------------------------------- | ------------------------------- | ------------------------------- |
| 1994                            | 1994                            | Máté Pál                        |                                 | MDF                             | 1.                              | 139                             | 22,5%                           | 45,0%                           | 46,2%                           |
| 1994                            | 1994                            | Huszár Sándorné                 |                                 | –                               | 2.                              | 81                              | 13,1%                           | 26,2%                           | 26,9%                           |
| 1994                            | 1994                            | Nagy Károly                     |                                 | –                               | 3.                              | 47                              | 7,6%                            | 15,2%                           | 15,6%                           |
| 1994                            | 1994                            | Geicz István                    |                                 | –                               | 4.                              | 34                              | 5,5%                            | 11,0%                           | 11,3%                           |
| 1998                            | 1998                            | Máté Pál                        |                                 | MDF-FKGP                        | 1.                              | 263                             | 42,4%                           | 56,3%                           | 57,0%                           |
| 1998                            | 1998                            | Czegle Zoltán                   |                                 | –                               | 2.                              | 190                             | 30,6%                           | 40,7%                           | 41,2%                           |
| 1998                            | 1998                            | Geicz István                    |                                 | –                               | 3.                              | 8                               | 1,3%                            | 1,7%                            | 1,7%                            |
| 2002                            | 2002                            | Makra Tibor                     |                                 | MSZP                            | 1.                              | 175                             | 29,6%                           | 39,5%                           | 40,0%                           |
| 2002                            | 2002                            | Máté Pál                        |                                 | Fidesz-MDF                      | 2.                              | 159                             | 26,9%                           | 35,9%                           | 36,3%                           |
| 2002                            | 2002                            | Huszár Sándorné                 |                                 | –                               | 3.                              | 104                             | 17,6%                           | 23,5%                           | 23,7%                           |
| 2006                            | 2006                            | Makra Tibor                     |                                 | –                               | 1.                              | 244                             | 43,3%                           | 55,5%                           | 55,8%                           |
| 2006                            | 2006                            | Máté Pál                        |                                 | Fidesz                          | 2.                              | 193                             | 34,2%                           | 43,9%                           | 44,2%                           |
|                                 | 2008                            | Máté Pál                        |                                 | Fidesz-KHE                      | 1.                              | 243                             | 44,6%                           | 54,2%                           | 54,4%                           |
| Makra Tibor                     | 2008                            |                                 | –                               | 2.                              | 204                             | 37,4%                           | 45,5%                           | 45,6%                           |                                 |
| 2010                            | 2010                            | Máté Pál                        |                                 | Fidesz-KDNP                     | 1.                              | 330                             | 60,9%                           | 72,1%                           | 73,0%                           |
| 2010                            | 2010                            | Makra Tibor                     |                                 | –                               | 2.                              | 122                             | 22,5%                           | 26,6%                           | 27,0%                           |
| 2014                            | 2014                            | Máté Pál                        |                                 | Fidesz-KDNP                     | 1.                              | 235                             | 42,3%                           | 52,5%                           | 53,4%                           |
| 2014                            | 2014                            | Győri Zoltán                    |                                 | –                               | 2.                              | 197                             | 35,5%                           | 44,0%                           | 44,8%                           |
| 2014                            | 2014                            | Huszár Sándorné                 |                                 | –                               | 3.                              | 8                               | 1,4%                            | 1,8%                            | 1,8%                            |
| 2019                            | 2019                            | Győri Zoltán                    |                                 | –                               | 1.                              | 125                             | 25,2%                           | 36,7%                           | 38,1%                           |
| 2019                            | 2019                            | Sarkai Zoltán Zsolt             |                                 | Fidesz-KDNP                     | 2.                              | 107                             | 21,5%                           | 31,4%                           | 32,6%                           |
| 2019                            | 2019                            | Rácz Zsolt                      |                                 | –                               | 3.                              | 96                              | 19,3%                           | 28,2%                           | 29,3%                           |

## Polgármesterek
A község élén kétszer is állt Máté Pál, előbb 1994 és 2002 között, majd 2008-tól 2019-ig.
| 1990-'94    | 1994-'98 | 1998-'02  | 2002-'06    | 2006-'10    | 2006-'10    | 2010-'14    | 2014-'19    | 2019-        |
| 1990-'94    | 1994-'98 | 1998-'02  | 2002-'06    | '06- '08    | '08- '10    | 2010-'14    | 2014-'19    | 2019-        |
| ----------- | -------- | --------- | ----------- | ----------- | ----------- | ----------- | ----------- | ------------ |
| Máté József | Máté Pál | Máté Pál  | Makra Tibor | Makra Tibor | Máté Pál    | Máté Pál    | Máté Pál    | Győri Zoltán |
|             |          |           |             |             |             |             |             |              |
| –           | MDF      | MDF- FKGP | MSZP        | –           | Fidesz- KHE | Fidesz-KDNP | Fidesz-KDNP | –            |
|             |          |           |             |             |             |             |             |              |